# انس، هلند
انس (به هلندی: Ens) یک منطقهٔ مسکونی در هلند است که در نورداوست‌پلدر واقع شده‌است. انس ۳٬۰۳۶ نفر جمعیت دارد.